# Chandrayaan-1
Chandrayaan I (Sànscrit: चंद्रयान-1, lit: Nau lunar), és una missió lunar no tripulada de l'Agencia Índia d'investigació Espacial (Indian Space Research Organization, ISRO). La missió inclou un orbitador així com un impactador. La nau espacial va ser llançada per una versió modificada del vehicle de llançament de satèl·lits polars de la ISRO.
La sonda porta instruments per estudiar la lluna en l'espectre visible, en l'infraroig proper i raigs X. Aquesta missió inclou la cooperació significativa d'altres agències espacials com la NASA, l'ESA i la Agencia aeroespacial Búlgara. El cost estimat de la missió és de 3,8 milions de rúpies índies (83 milions de dòlars americans). La missió de dos anys d'estudi de la superfície lunar, tenia previst realitzar un mapa topogràfic complet en tres dimensions i de les seves característiques químiques. Les regions polars són d'especial interès, en recerca d'aigua en forma de gel.
El llançador indi PSLV-C11, que tranportava la sonda, va enlairar-se el 21 d'octubre de 2008, des del centre espacial Satish Dhawan de Sriharikota, a les 6:20 del matí, hora local i va finalitzar el 28 d'agost de 2009, quan es va perdre el contacte de ràdio amb la sonda. Va estar 312 dies en orbita lunar, fent 3400 voltes.
Al setembre de 2009, l'equip de la Chandrayaan va confirmar la detecció de terra humida a la superfície de la lluna. Confirmant la presència d'aigua.

## Objectius de la missió
- Dur a terme la cartografia d'alta resolució del mapa topogràfic en tres dimensions, la distribució de diversos minerals i elements químics i partícules radioactives de tota la lluna mitjançant els instruments científics de teleobservació. El nou conjunt de dades hauria d'ajudar a descobrir els misteris sobre l'origen i l'evolució del sistema solar i de la lluna en particular.

- realitzar l'objectiu de la missió, aprofitant els instruments científics, amb el sistema de suport de terra, per aconseguir una òrbita lunar d'uns ~100 km, on fiara experiments, comunicació/telecomandament, telemetria, recepció de dades, ullada ràpida i arxiu de dades...